# 小行星列表/235201-235300
| 名稱                       | 臨時編號   | 發現日期       | 發現地點      | 發現者                         |
| -------------------------- | ---------- | -------------- | ------------- | ------------------------------ |
| 小行星235201Lorántffy      | 2003 SG158 | 2003年9月23日  | 马特劳山      | Piszkéstető                    |
| 小行星235202               | 2003 SP158 | 2003年9月23日  | 茂宜岛        | 近地小行星追踪                 |
| 小行星235203               | 2003 SE164 | 2003年9月20日  | 安德森台地    | 洛厄尔天文台近地小行星搜寻计划 |
| 小行星235204               | 2003 SH167 | 2003年9月22日  | 索科罗        | 林肯近地小行星研究小组         |
| 小行星235205               | 2003 SQ167 | 2003年9月22日  | 基特峰        | 太空监视                       |
| 小行星235206               | 2003 SV174 | 2003年9月18日  | 基特峰        | 太空监视                       |
| 小行星235207               | 2003 SW175 | 2003年9月18日  | 基特峰        | 太空监视                       |
| 小行星235208               | 2003 SS183 | 2003年9月21日  | 索科罗        | 林肯近地小行星研究小组         |
| 小行星235209               | 2003 SK186 | 2003年9月22日  | 安德森台地    | 洛厄尔天文台近地小行星搜寻计划 |
| 小行星235210               | 2003 SB189 | 2003年9月22日  | 安德森台地    | 洛厄尔天文台近地小行星搜寻计划 |
| 小行星235211               | 2003 SP189 | 2003年9月22日  | 基特峰        | 太空监视                       |
| 小行星235212               | 2003 SZ192 | 2003年9月20日  | 帕洛马山      | 近地小行星追踪                 |
| 小行星235213               | 2003 ST201 | 2003年9月26日  | 本森          | 杨光宇                         |
| 小行星235214               | 2003 SX208 | 2003年9月23日  | 茂宜岛        | 近地小行星追踪                 |
| 小行星235215               | 2003 SL217 | 2003年9月27日  | 基特峰        | 太空监视                       |
| 小行星235216               | 2003 SR217 | 2003年9月27日  | 內華達山脈    | 內華達山脈天文台               |
| 小行星235217               | 2003 SZ223 | 2003年9月30日  | 德雷巴赫      | T. Payer                       |
| 小行星235218               | 2003 SX230 | 2003年9月24日  | 帕洛马山      | 近地小行星追踪                 |
| 小行星235219               | 2003 SU231 | 2003年9月24日  | 帕洛马山      | 近地小行星追踪                 |
| 小行星235220               | 2003 SE232 | 2003年9月24日  | 茂宜岛        | 近地小行星追踪                 |
| 小行星235221               | 2003 SZ236 | 2003年9月26日  | 索科罗        | 林肯近地小行星研究小组         |
| 小行星235222               | 2003 SU237 | 2003年9月26日  | 索科罗        | 林肯近地小行星研究小组         |
| 小行星235223               | 2003 SA238 | 2003年9月26日  | 本森          | 杨光宇                         |
| 小行星235224               | 2003 SM238 | 2003年9月27日  | 索科罗        | 林肯近地小行星研究小组         |
| 小行星235225               | 2003 SZ244 | 2003年9月26日  | 索科罗        | 林肯近地小行星研究小组         |
| 小行星235226               | 2003 SE246 | 2003年9月26日  | 索科罗        | 林肯近地小行星研究小组         |
| 小行星235227               | 2003 SX247 | 2003年9月26日  | 索科罗        | 林肯近地小行星研究小组         |
| 小行星235228               | 2003 SK251 | 2003年9月26日  | 索科罗        | 林肯近地小行星研究小组         |
| 小行星235229               | 2003 SY252 | 2003年9月27日  | 安德森台地    | 洛厄尔天文台近地小行星搜寻计划 |
| 小行星235230               | 2003 SF255 | 2003年9月27日  | 基特峰        | 太空监视                       |
| 小行星235231               | 2003 SU256 | 2003年9月28日  | 基特峰        | 太空监视                       |
| 小行星235232               | 2003 SL258 | 2003年9月28日  | 基特峰        | 太空监视                       |
| 小行星235233               | 2003 SZ258 | 2003年9月28日  | 基特峰        | 太空监视                       |
| 小行星235234               | 2003 SV260 | 2003年9月27日  | 索科罗        | 林肯近地小行星研究小组         |
| 小行星235235               | 2003 SB263 | 2003年9月28日  | 索科罗        | 林肯近地小行星研究小组         |
| 小行星235236               | 2003 SS267 | 2003年9月29日  | 基特峰        | 太空监视                       |
| 小行星235237               | 2003 SE276 | 2003年9月29日  | 基特峰        | 太空监视                       |
| 小行星235238               | 2003 SF280 | 2003年9月18日  | 索科罗        | 林肯近地小行星研究小组         |
| 小行星235239               | 2003 SO290 | 2003年9月28日  | 基特峰        | 太空监视                       |
| 小行星235240               | 2003 ST290 | 2003年9月28日  | 基特峰        | 太空监视                       |
| 小行星235241               | 2003 SA301 | 2003年9月17日  | 帕洛马山      | 近地小行星追踪                 |
| 小行星235242               | 2003 SL302 | 2003年9月17日  | 帕洛马山      | 近地小行星追踪                 |
| 小行星235243               | 2003 SS302 | 2003年9月17日  | 帕洛马山      | 近地小行星追踪                 |
| 小行星235244               | 2003 ST308 | 2003年9月29日  | 索科罗        | 林肯近地小行星研究小组         |
| 小行星235245               | 2003 ST310 | 2003年9月29日  | 索科罗        | 林肯近地小行星研究小组         |
| 小行星235246               | 2003 SD317 | 2003年9月16日  | 基特峰        | 太空监视                       |
| 小行星235247               | 2003 SG319 | 2003年9月21日  | 安德森台地    | 洛厄尔天文台近地小行星搜寻计划 |
| 小行星235248               | 2003 SV319 | 2003年9月28日  | 安德森台地    | 洛厄尔天文台近地小行星搜寻计划 |
| 小行星235249               | 2003 SF320 | 2003年9月17日  | 索科罗        | 林肯近地小行星研究小组         |
| 小行星235250               | 2003 SR320 | 2003年9月18日  | 基特峰        | 太空监视                       |
| 小行星235251               | 2003 SU320 | 2003年9月18日  | 基特峰        | 太空监视                       |
| 小行星235252               | 2003 SN321 | 2003年9月21日  | 安德森台地    | 洛厄尔天文台近地小行星搜寻计划 |
| 小行星235253               | 2003 SU321 | 2003年9月22日  | 帕洛马山      | 近地小行星追踪                 |
| 小行星235254               | 2003 SH322 | 2003年9月28日  | 索科罗        | 林肯近地小行星研究小组         |
| 小行星235255               | 2003 SR323 | 2003年9月16日  | 基特峰        | 太空监视                       |
| 小行星235256               | 2003 SS353 | 2003年9月21日  | 帕洛马山      | 近地小行星追踪                 |
| 小行星235257               | 2003 SR354 | 2003年9月22日  | 安德森台地    | 洛厄尔天文台近地小行星搜寻计划 |
| 小行星235258               | 2003 ST378 | 2003年9月26日  | 阿帕契點      | 史隆數位巡天                   |
| 小行星235259               | 2003 SV414 | 2003年9月28日  | 阿帕契點      | 史隆數位巡天                   |
| 小行星235260               | 2003 SE415 | 2003年9月28日  | 阿帕契點      | 史隆數位巡天                   |
| 小行星235261               | 2003 SU420 | 2003年9月29日  | 阿帕契點      | 史隆數位巡天                   |
| 小行星235262               | 2003 SB428 | 2003年9月16日  | 基特峰        | 太空监视                       |
| 小行星235263               | 2003 SN428 | 2003年9月18日  | 基特峰        | 太空监视                       |
| 小行星235264               | 2003 TD4   | 2003年10月2日  | 基特峰        | 太空监视                       |
| 小行星235265               | 2003 TY8   | 2003年10月3日  | 茂宜岛        | 近地小行星追踪                 |
| 小行星235266               | 2003 TD9   | 2003年10月4日  | 基特峰        | 太空监视                       |
| 小行星235267               | 2003 TU11  | 2003年10月14日 | 安德森台地    | 洛厄尔天文台近地小行星搜寻计划 |
| 小行星235268               | 2003 TK12  | 2003年10月14日 | 安德森台地    | 洛厄尔天文台近地小行星搜寻计划 |
| 小行星235269               | 2003 TA21  | 2003年10月15日 | 安德森台地    | 洛厄尔天文台近地小行星搜寻计划 |
| 小行星235270               | 2003 TN31  | 2003年10月1日  | 基特峰        | 太空监视                       |
| 小行星235271               | 2003 TX37  | 2003年10月2日  | 基特峰        | 太空监视                       |
| 小行星235272               | 2003 TK44  | 2003年10月2日  | 茂宜岛        | 近地小行星追踪                 |
| 小行星235273               | 2003 TA50  | 2003年10月3日  | 基特峰        | 太空监视                       |
| 小行星235274               | 2003 TE50  | 2003年10月3日  | 茂宜岛        | 近地小行星追踪                 |
| 小行星235275               | 2003 TO57  | 2003年10月6日  | 安德森台地    | 洛厄尔天文台近地小行星搜寻计划 |
| 小行星235276               | 2003 TR58  | 2003年10月2日  | 基特峰        | 太空监视                       |
| 小行星235277               | 2003 UO8   | 2003年10月16日 | 安德森台地    | 洛厄尔天文台近地小行星搜寻计划 |
| 小行星235278               | 2003 UE11  | 2003年10月16日 | 安德森台地    | 洛厄尔天文台近地小行星搜寻计划 |
| 小行星235279               | 2003 UL17  | 2003年10月17日 | 安德森台地    | 洛厄尔天文台近地小行星搜寻计划 |
| 小行星235280               | 2003 UU17  | 2003年10月18日 | 基特峰        | 太空监视                       |
| 小行星235281Jackwilliamson | 2003 UV17  | 2003年10月18日 | Saint-Sulpice | B. Christophe                  |
| 小行星235282               | 2003 UO19  | 2003年10月20日 | Kingsnake     | J. V. McClusky                 |
| 小行星235283               | 2003 UC29  | 2003年10月22日 | Kvistaberg    | 烏普薩拉－DLR小行星巡天        |
| 小行星235284               | 2003 UF32  | 2003年10月16日 | 基特峰        | 太空监视                       |
| 小行星235285               | 2003 UF34  | 2003年10月17日 | 基特峰        | 太空监视                       |
| 小行星235286               | 2003 UQ36  | 2003年10月16日 | 帕洛马山      | 近地小行星追踪                 |
| 小行星235287               | 2003 UL41  | 2003年10月17日 | 基特峰        | 太空监视                       |
| 小行星235288               | 2003 UQ43  | 2003年10月17日 | 基特峰        | 太空监视                       |
| 小行星235289               | 2003 UJ49  | 2003年10月16日 | 帕洛马山      | 近地小行星追踪                 |
| 小行星235290               | 2003 UU50  | 2003年10月18日 | 帕洛马山      | 近地小行星追踪                 |
| 小行星235291               | 2003 UY56  | 2003年10月23日 | 基特峰        | 太空监视                       |
| 小行星235292               | 2003 UG58  | 2003年10月16日 | 基特峰        | 太空监视                       |
| 小行星235293               | 2003 UK66  | 2003年10月16日 | 帕洛马山      | 近地小行星追踪                 |
| 小行星235294               | 2003 UC69  | 2003年10月18日 | 基特峰        | 太空监视                       |
| 小行星235295               | 2003 UU71  | 2003年10月19日 | 基特峰        | 太空监视                       |
| 小行星235296               | 2003 UW73  | 2003年10月28日 | 索科罗        | 林肯近地小行星研究小组         |
| 小行星235297               | 2003 UN80  | 2003年10月16日 | 基特峰        | 太空监视                       |
| 小行星235298               | 2003 UQ80  | 2003年10月16日 | 基特峰        | 太空监视                       |
| 小行星235299               | 2003 UO83  | 2003年10月17日 | 安德森台地    | 洛厄尔天文台近地小行星搜寻计划 |
| 小行星235300               | 2003 UN86  | 2003年10月18日 | 帕洛马山      | 近地小行星追踪                 |